# Tina Stump
Tina Stump es una deportista estadounidense que compitió en judo. Ganó dos medallas en el Campeonato Panamericano de Judo, en los años 1985 y 1986.

## Palmarés internacional
| Campeonato Panamericano | Campeonato Panamericano | Campeonato Panamericano | Campeonato Panamericano |
| Año                     | Lugar                   | Medalla                 | Categoría               |
| ----------------------- | ----------------------- | ----------------------- | ----------------------- |
| 1985                    | La Habana (Cuba)        | Medalla de oro          | –72 kg                  |
| 1986                    | Salinas (Puerto Rico)   | Medalla de bronce       | –72 kg                  |